# Klagenfurt Mobil
Die Klagenfurt Mobil GmbH (kurz KMG, früher: Stadtwerke (STW) Mobilität bzw. Stadtwerke - Verkehrsbetriebe) betreibt den öffentlichen Personennahverkehr in Klagenfurt am Wörthersee. Mit 26. September 2018 wurde der Bereich Mobilität der Stadtwerke Klagenfurt AG in diese neu geschaffene Gesellschaft ausgegliedert. Die Stadtwerke Klagenfurt AG hält 74 % an der KMG, die restlichen 26 % liegen direkt im Besitze der Stadt Klagenfurt.

## Chronik
Ziele der Gründung der Klagenfurt Mobil GmbH sind eine Attraktivierung des Liniennetzes, insbesondere durch eine Taktverdichtung, sowie die Umstellung der Busflotte auf alternative Antriebsarten.
Das Liniennetz sollte entsprechend den Anfangsplänen fünf im 10-Minuten-Takt verkehrende Hauptlinien, die mit den Buchstaben A bis E gekennzeichnet werden, sowie acht Nebenlinien, die weiterhin mit Nummern bezeichnet werden, umfassen.
Öffentlich präsentiert wurde die Klagenfurt Mobil GmbH am 19. Juni 2019 mit der Neubeklebung zweier Gelenkbusse in der Farbe Türkis, der Leitfarbe der KMG. Als lustige Geste wurde ein Bus (Wagen 17) im Zuge dessen mit Wimpern über den Scheinwerfern beklebt und „Frau Klagenfurt“ getauft. Dem anderen Bus (Wagen 19) wurde ein Schnauzbart aufgeklebt und er wurde somit zu „Herrn Klagenfurt“. Schrittweise wurde die Schnauze aller Busse von Rot auf Türkis umgefärbt.
Als erste Linie im 10-Minuten-Takt ging am 9. September 2019 die Linie B zwischen Hauptbahnhof und Welzenegg in Betrieb. Erstmals seit 1995 wurde damit eine Linie in Klagenfurt wieder mit einem Buchstaben bezeichnet. Zudem wurde die Haltestelle der Linie B am Heiligengeistplatz (Standplatz 3) als erste von Rot auf Türkis umgefärbt. Seither werden alle neu gestalteten Bushaltestellen türkis eingefärbt.
Mit 3. September 2023 wurde ein neues Liniennetz eingeführt, das mit drei Hauptlinien (A, B, C) und neun weiteren Linien (1–9) den ursprünglichen Plänen nahekommt.

## Liniennetz

### Aktuelles Liniennetz
Am 3. September 2023 ist ein neues Busliniennetz in Kraft getreten, das sich vor allem durch eine Taktverbesserung, geänderte Linienbezeichnungen und neue Streckenführungen auszeichnet. Zu den bestehenden Hauptlinien B und C kommt die Linie A hinzu, welche von Annabichl über Feschnig zum Hauptbahnhof und anschließend alternierend über den Südpark zur Fachhochschule beziehungsweise zur Liberogasse fährt. Dabei werden neue Gebiete an der Flatschacher Straße eingebunden. Die Linie B bedient weiterhin dieselbe Strecke nach Welzenegg, fährt vom Heiligengeistplatz allerdings nicht mehr zum Hauptbahnhof, sondern zum Baumbachplatz und mit jedem zweiten Kurs wird ein neuer Streckenabschnitt zwischen dem Stadion und Viktring Schule erschlossen. Die 2022 eingeführte Linie C bleibt in gleicher Weise erhalten.
Die meisten anderen Linien werden nun mit einer Ziffer von 1 bis 9 statt der vorherigen zweistelligen Nummer bezeichnet. Dabei bleibt bei einigen Linien die bisher führende Ziffer erhalten. Linienvarianten werden allerdings nicht mehr in der Nummerierung – wie zuvor anhand der Einerstelle der Nummer – unterschieden. So gibt es auf mehreren Linien für zentrumsferne Gebiete eine von Kurs zu Kurs abweichende Streckenführung. Das im Jahre 2011 aufgegriffene Prinzip der Durchmesserlinien wird nach jahrelanger Aufweichung wieder verstärkt eingesetzt. Das bedeutet, dass Stadtteile in etwa gegenüberliegender Himmelsrichtung quer durch das Zentrum durch eine Linie verbunden werden. Eine Unterscheidung in Tag- und Nachtlinien findet nicht mehr statt. Der Heiligengeistplatz bleibt weiterhin der zentrale Knotenpunkt, welcher von allen Linien angefahren wird. Die Linien 6 und 9 verkehren zwar nicht als solche über den Heiligengeistplatz, bilden jedoch durch Nummernwechsel (Linie 4 auf 6 am Hauptbahnhof sowie Linie 1 auf 9 in Harbach) einen gemeinsamen Wagenumlauf mit einer anderen Linie.
Die Linie 20 nach Krumpendorf bleibt mit zweistelliger Nummerierung in der bisherigen Intervalldichte (montags–freitags 30 bzw. 60 Minuten, einzelne Kurse an Samstagen) erhalten, wird allerdings über die Koschatstraße anstelle der Sterneckstraße geführt. Die ebenfalls im vorherigen Liniennetz schon existente, zwischen dem Heiligengeistplatz und dem Strandbad verkehrende Linie 10 wird nur während der Hauptbadesaison zur Verstärkung betrieben.
Die Taktung beträgt für die Hauptlinien montags bis freitags zwischen etwa 6:00 und 19:30 Uhr 10 Minuten, für die weiteren Linien 20 Minuten, an Samstagen innerhalb dieses Zeitraumes für alle Linien 20 Minuten. Frühmorgens, abends, sonn- und feiertags gilt eine Halbierung des Taktes auf 20 Minuten für die Hauptlinien bzw. 40 Minuten für die Nebenlinien. Auf Strecken mit alternierenden Linienführungen halbiert sich der zur jeweiligen Zeit geltende Takt auf 20, 40 bzw. 80 Minuten.
Betriebszeiten und Intervalle
| Linien  | Wochentag           | Zeit                                                                            | Intervall (auf Streckenvarianten) |
| ------- | ------------------- | ------------------------------------------------------------------------------- | --------------------------------- |
| A, B, C | Montag – Freitag    | ca. 06:00 – 20:00 Uhr                                                           | 10 Minuten (20 Minuten)           |
| A, B, C | Montag – Freitag    | ca. 04:50/05:00 – 06:00 Uhr ca. 20:00 – 23:50/00:05 Uhr (Freitag bis 01:45 Uhr) | 20 Minuten (40 Minuten)           |
| A, B, C | Samstag             | ca. 05:00 – 01:45 Uhr                                                           | 20 Minuten (40 Minuten)           |
| A, B, C | Sonn- und feiertags | ca. 05:00 – 23:50/00:05 Uhr                                                     | 20 Minuten (40 Minuten)           |
| 1–9     | Montag – Samstag    | ca. 04:50/05:00 – 20:00 Uhr                                                     | 20 Minuten (40 Minuten)           |
| 1–9     | Montag – Samstag    | ca. 20:00 – 23:30 Uhr/23:50 Uhr (Fr. und Sa. bis 01:30/02:00 Uhr)               | 40 Minuten (80 Minuten)           |
| 1–9     | Sonn- und feiertags | ca. 05:10/05:30 – 23:30 Uhr/23:50 Uhr                                           | 40 Minuten (80 Minuten)           |

Die Linie 10 verkehrt nur im Sommer bedarfsorientiert, die Linie 20 montags bis freitags zwischen 05:35 und ca. 08:45 Uhr etwa halbstündlich sowie zwischen 12:00 und 20:45 Uhr stündlich. Samstags verkehren vier Kurse zwischen 8:15 und 14:00 Uhr.

#### Aktuelle Linienübersicht
Die nachfolgende Tabelle befindet sich auf dem Stand der Änderungen vom 3. September 2023. Alternierende Zielpunkte (durch Klammern oder „bzw.“ angegeben) wechseln sich meist von einem zum nächsten Kurs ab. Abweichungen gibt es hauptsächlich in den frühen Morgenstunden und durch eingeschobene Kurse an Schultagen.
| Linie | Route | Anmerkung |  |
| ----- | --- | --- |  |
| A     | Annabichl – Ehrenthal – Suppanstraße – Feschnig – Klinikum – Heiligengeistplatz – Hauptbahnhof – Liberogasse bzw. FH Kärnten                                                          | |  |
| B     | Welzenegg – Pischeldorfer Straße/Fernheizkraftwerk – Heiligengeistplatz – Messe West – Baumbachplatz – (Stadion – Viktring Schule)                                                    | Rückfahrt von Viktring über Neugasse statt Baumbachplatz                                                                                                   |  |
| C     | Hauptbahnhof – Heiligengeistplatz – Villacher Straße – Ginzkeygasse – Universität – Strandbad bzw. Klagenfurt West                                                                    | |  |
| 1     | Kreuzbergl – Heiligengeistplatz – Europagymnasium – Ostbahnhof – Arbeitsmarktservice – Fischl – Harbach                                                                               | An der Endhaltestelle Harbach Diakonie Nummernwechsel auf Linie 9                                                                                          |  |
| 2     | Klagenfurt West – St. Martin über Sterneckstraße/Kohldorfer Straße – Heiligengeistplatz – Völkermarkter Straße – St. Peter – CineCity – Hörtendorf                                    | Montags bis samstags morgens und spätnachmittags fahren je zwei Kurse Schleife über Ziegeleistraße und Schülerweg.                                         |  |
| 3     | Wölfnitz/Felsenschmiedgasse – Emmersdorf (– Seltenheim) – Lendorf – Schleppe – Feldkirchner Straße – Heiligengeistplatz – Völkermarkter Straße – St. Peter – Welzenegg Ost/Steingasse | Bei Fahrten über Seltenheim wird Emmersdorf stadteinwärts, sonst stadtauswärts angefahren.                                                                 |  |
| 4     | Hauptbahnhof – Heiligengeistplatz – St. Veiter Straße – Klinikum – Annabichl – Tessendorf/Walddorf bzw. Flughafen und Terndorf                                                        | Am Hauptbahnhof Nummernwechsel auf Linie 6 |  |
| 5     | Ikea – St. Jakob – Steingasse – Pischeldorfer Straße – Fernheizkraftwerk – Heiligengeistplatz – Baumbachplatz – Pädagogische Hochschule                                               | Nach 21:45 Uhr sowie sonn- und feiertags verkehrt die Linie nur bis St. Jabob, nicht zum Ikea.                                                             |  |
| 6     | Hauptbahnhof – Schulzentrum Mössingerstraße – Pädagogische Hochschule – Stadion – Ganghofergasse – Lakeside Park – Universität                                                        | Am Hauptbahnhof Nummernwechsel auf Linie 4 |  |
| 7     | Heiligengeistplatz – Ebenthaler Straße – Fischl West – Ebenthal Schlosswirt (– Rain – Gurnitz – Niederdorf – Hörtendorf)                                                              | Kurse über Gurnitz nach Hörtendorf nur alle 60 Minuten und bis 21:00 Uhr                                                                                   |  |
| 8     | Heiligengeistplatz – Messe – Rosentaler Straße – Südring – Viktring Krottendorf – Lakeside Park – Universität                                                                         | Montags bis samstags drei Kurse mittags über Gendarmeriestraße, an Schultagen morgens ein Kurs über Gendarmeriestraße und von Universität zum Hauptbahnhof |  |
| 9     | Harbach – Windischkaserne – Hasnerschule – HTL Lastenstraße – Hauptbahnhof – Schulzentrum Mössingerstraße – Baumbachplatz – Waidmannsdorf – Klagenfurt West                           | An der Endhaltestelle Harbach Diakonie Nummernwechsel auf Linie 1                                                                                          |  |
| 10    | Heiligengeistplatz – Villacher Straße – Steinerne Brücke – Strandbad | Nur während der Hauptbadesaison in Betrieb |  |
| 20    | Heiligengeistplatz – Bachmanngymnasium – St. Martin über Koschatstraße – Minimundus – Krumpendorf/Leinsdorf                                                                           | Morgens verkehren zwei Kurse über das Strandbad. |  |

### Historie
Am 14. Februar 2011 ging ein grundlegend reformiertes Busliniennetz in Betrieb, welches mehrmals weiterentwickelt wurde. Im Gegensatz zum vorherigen war es stärker auf Durchmesserlinien ausgerichtet und wurde mit der S-Bahn Kärnten sowie dem Regionalbusverkehr verknüpft. Neben dem seit Jahrzehnten bestehenden zentralen Umsteigepunkt Heiligengeistplatz gibt es seit dem 14. Februar 2011 den Busbahnhof Klagenfurt Hbf.
Mit 14. Dezember 2014 traten Modifizierungen am Angebot in Kraft, wobei es vor allem zu einer Verbesserung im Stadtteil Waidmannsdorf sowie beim Abendtakt (45 statt bisher 60 Minuten) kam. Im Zuge der europaweiten Fahrplanänderung am 13. Dezember 2015 wurde das Gemeindegebiet von Ebenthal dem Stadtverkehr zugeordnet. Es wurde ein Ringliniensystem (Linien 12 und 22) eingeführt, das vom Heiligengeistplatz über die Ebenthaler Straße beziehungsweise Hörtendorf bis Gurnitz führt. Innerhalb des Gemeindegebietes von Ebenthal muss für die Fahrt mit diesen Linien eine zusätzliche Fahrkarte gelöst werden, da hier der Tarif des „Verkehrsverbundes Kärnten“ gilt. Für dünner besiedelte Gebiete in der Gemeinde Ebenthal außerhalb der neuen Linien wurde ab 7. Jänner 2016 seitens der STW ein Anrufsystem („Mikro-ÖV“) eingeführt. Montags bis freitags von 9 bis 12 und von 15 bis 19 Uhr wird man nach vorherigem Anruf von einem Kleinbus („Mobil-E“ genannt) von bestimmten festgelegten Punkten innerhalb der Gemeinde zu anderen Punkten beziehungsweise zu den STW-Haltestellen gebracht. Neben weiteren kleineren Fahrplanänderungen wird seit dem 13. Dezember 2015 der Stadtteil Fischl auch sonntags bedient.
Im Sommer 2016 wurden Pläne der Stadt Klagenfurt bekannt, die Linie 31 hinkünftig nur noch bis zur Mantschehofgasse und nicht mehr nach Wölfnitz zu führen. Der daraus resultierende schlechtere Grundtakt für den Stadtteil Wölfnitz (von 15 auf 30 Minuten) sowie die veränderte Linienführung löste Unmut in der Bevölkerung aus. Eine Bürgerinitiative konnte schließlich in Verhandlungen mit der Stadt erreichen, dass die Linie 31 zu den Stoßzeiten weiterhin bis nach Wölfnitz geführt wird. Da allerdings der Beschluss zur Einstellung des Linienabschnittes ab 16. Oktober im Gemeinderat schon getroffen worden war, musste bis zu dessen Aufhebung am 18. Oktober kurzzeitig der Notstandsparagraph in Kraft gesetzt werden, um die Linie zu betreiben. Zur Kompensation der Linie 31 wurde die Linie 33, welche nun mit der Linie 30 verschränkt verläuft, eingeführt. Weiters wurde mit der Fahrplanänderung vom 16. Oktober 2016 die im Dezember 2014 eingeführte Linie 62, welche zwischen der Universität und der eigens geschaffenen S-Bahn-Haltestelle Klagenfurt West verkehrt war, wegen sehr geringer Passagierzahlen (oft als „Geisterbus“ bezeichnet) eingestellt. Diese Strecke wurde nun von der Linie 60 mitbedient.
Am 3. Juli 2017 wurde die neue Linie 15 geschaffen. Sie verkehrte zwischen dem Stauderplatz (liegt südwestlich des Heiligengeistplatzes) und der S-Bahn-Haltestelle Klagenfurt West über die Koschat- und Anzengruberstraße. Die Anfahrt der S-Bahn-Haltestellen Klagenfurt Lend und Klagenfurt West sowie der Park&Ride-Parkplätze bei Minimundus und Klagenfurt West soll vor allem für Pendler eine Attraktivierung des öffentlichen Verkehrs darstellen. Die Linie wurde an Werktagen montags bis freitags von 6 bis 20 Uhr und samstags von 6 bis 14 Uhr bedient.
Seit 9. September 2019 ist die Linie B in Betrieb. Der Streckenverlauf führt vom Hauptbahnhof zum Heiligengeistplatz und dann weiter auf der Strecke der vormaligen Linie 61 (welche auf den Bereich Heiligengeistplatz – Pädagogische Hochschule gekürzt wurde) nach Welzenegg. Die Linie verkehrt im 10-Minuten-Takt (frühmorgens, abends und wochenends im 20-Minuten-Takt). Die Linie 43 bediente aufgrund der Abdeckung durch die Linie B den Abschnitt zwischen Heiligengeistplatz und Hauptbahnhof nicht mehr und wurde somit zur einzigen Linie, welche nicht den Heiligengeistplatz anfuhr. Dafür wurde sie von der FH Kärnten bis zur Liberogasse, wo sich ab Anfang Oktober 2019 das Ausweichquartier des Landesmuseums befand, erweitert. Der neue Abschnitt wurde nach Abschluss baulicher Maßnahmen ab Dezember 2019 bedient.
Am 5. September 2022 ging die Linie C als zweite im 10-Minuten-Takt verkehrende Hauptlinie in Betrieb. Ursprünglich war die Einführung dieser Linie schon im Jahre 2020 geplant, wurde aber aufgrund der Covid-19-Pandemie verschoben. Die Linie C verkehrt vom Hauptbahnhof über den Heiligengeistplatz zur Universität und weiter alternierend zum Strandbad oder zur Haltestelle Klagenfurt West. Auf dem Abschnitt Hauptbahnhof – Universität ersetzt sie die nun eingestellte Linie 81, die zuvor ein Ringsystem mit der Linie 80 bildete. Der zukünftig als Smart City geltende Stadtteil Harbach war im Dezember 2021 mit der neuen Linie 70, welche in einer Richtung über Fischl nach Harbach und retour über die Völkermarkter Straße verkehrt war, eingebunden worden. Durch die Neuerung bildeten die Linien 70 und 71 ein Ringliniensystem für die Stadtteile Fischl und Harbach. Durch die neue Linie 71 wurde der Abschnitt der Linie 31 nach Fischl ersetzt. Die Linie 31 bediente nun nur noch zu den Stoßzeiten in der Früh und mittags den Abschnitt Heiligengeistplatz – Feschnig – Wölfnitz Ort. Das Einkaufszentrum Südpark, welches samstags bisher stündlich von der Linie 31 angefahren worden war, wurde nun auch samstags von der Linie 43 bedient. Durch den sich aus den Linien B und C ergebenden 5-Minuten-Takt fuhren die Linie 80 und erstmals seit Bestehen in den 1990er-Jahren auch die Linie 41 nicht mehr zum Hauptbahnhof. Daher ergab sich auf beiden Linien ein 20-Minuten- statt des bisherigen 30-Minuten-Taktes.

#### Übersicht Liniennetz 14.02.2011 – 02.09.2023
Betriebszeiten
| Tag oder Nacht | Wochentag            | Betriebszeit          | Intervall          |
| -------------- | -------------------- | --------------------- | ------------------ |
| Tagverkehr     | Montag – Freitag     | 05:00 – 21:00 Uhr     | 10 – 30/60 Minuten |
| Tagverkehr     | Samstag              | 05:00 – 21:00 Uhr     | 20 – 60 Minuten    |
| Tagverkehr     | Sonn- und Feiertag   | 05:30 – 20:45 Uhr     | 60 Minuten         |
| Abendverkehr   | Sonntag – Donnerstag | ca. 20:15 – 23:45 Uhr | 45 Minuten         |
| Abendverkehr   | Freitag und Samstag  | ca. 20:15 – 01:30 Uhr | 45 Minuten         |

Die folgenden Tabellen basieren auf dem Stand der letzten Änderungen des alten Liniennetzes vom 5. September 2022.
Taglinien
| Linie | Route | Wochentag                            | Intervall MO – FR                                 | Intervall SA                    | Intervall SO                           |
| ----- | --- | ------------------------------------ | ------------------------------------------------- | ------------------------------- | -------------------------------------- |
| B     | Hauptbahnhof – Heiligengeistplatz – Pischeldorfer Straße – Welzenegg                                               | Täglich                              | 10'                                               | 20'                             | 20'                                    |
| C     | Hauptbahnhof – Heiligengeistplatz – Villacher Straße – Ginzkeygasse – Universität – Strandbad bzw. Klagenfurt West | Täglich                              | 10'                                               | 20'                             | 20'                                    |
| 10    | Heiligengeistplatz – Minimundus – Strandbad                                                                        | Täglich                              | 30' Im Sommer: 15' - 30'                          | 30'                             | 30'                                    |
| 11    | Heiligengeistplatz – Fischl (West) – Ebenthal Schlosswirt                                                          | Täglich                              | 60'                                               | 60'                             | 120'                                   |
| 12*   | Heiligengeistplatz – Fischl (West) – Ebenthal – Gurnitz Mehrzweckhaus                                              | Täglich                              | 60'                                               | 60'                             | 120'                                   |
| 15    | Stauderplatz – Bachmanngymnasium – Klagenfurt Lend – Heinzelgasse – Minimundus P+R – Klagenfurt West               | Montag – Freitag                     | 30'                                               | -                               | -                                      |
| 20    | Heiligengeistplatz – St. Martin – Strandbad bzw. Leinsdorf (Krumpendorf)                                           | Täglich                              | 30' (meist alternierend Strandbad oder Leinsdorf) | 60' (vereinzelt nach Leinsdorf) | 60' (nur bis Strandbad) Im Sommer: 30' |
| 21    | Heiligengeistplatz – CineCity – Hörtendorf                                                                         | Täglich                              | 60'                                               | 60'                             | 120'                                   |
| 22*   | Heiligengeistplatz – Hörtendorf – Gurnitz Mehrzweckhaus                                                            | Täglich                              | 60'                                               | 60'                             | 120'                                   |
| 30**  | Heiligengeistplatz – Feldkirchner Straße – (Emmersdorf) – Felsenschmiedgasse                                       | Täglich                              | 60'                                               | 60'                             | 120'                                   |
| 31    | Heiligengeistplatz – Spitalbergweg – Mantschehofgasse – Wölfnitz Ort                                               | Montag – Samstag morgens und mittags | 30'                                               | 30'                             | -                                      |
| 33**  | Heiligengeistplatz – Feldkirchner Straße – Felsenschmiedgasse                                                      | Täglich außer sonn- und feiertags    | 60'                                               | 60'                             | 120'                                   |
| 40    | Hauptbahnhof – Heiligengeistplatz – Klinikum – Annabichl – Walddorf                                                | Täglich                              | 60'                                               | 60'                             | 120'                                   |
| 41    | Hauptbahnhof – Heiligengeistplatz – Klinikum – Feschnig – Annabichl                                                | Täglich                              | 20'                                               | 20'                             | 60'                                    |
| 42    | Hauptbahnhof – Heiligengeistplatz – Klinikum – Annabichl – Flughafen                                               | Täglich                              | 60'                                               | 60'                             | 120'                                   |
| 43    | Hauptbahnhof – Südpark – FH Kärnten – Primoschgasse – Liberogasse                                                  | Montag – Freitag                     | 30'                                               | -                               | -                                      |
| 43    | Hauptbahnhof – Südpark Ost                                                                                         | Samstag                              | -                                                 | 20'                             | -                                      |
| 50^   | Kreuzbergl – Heiligengeistplatz – Pischeldorfer Straße – St. Jakob – (IKEA)                                        | Täglich                              | Max.: 15' 30'                                     | 30'                             | 60'                                    |
| 60    | Universität – Baumbachplatz – Messe – Heiligengeistplatz – St. Peter – Steingasse                                  | Täglich                              | 20'                                               | 20'                             | 60'                                    |
| 61    | Pädagogische Hochschule – Baumbachplatz – Villacher Straße – Heiligengeistplatz                                    | Täglich                              | Max.: 15' 30'                                     | 30'                             | 60'                                    |
| 70*   | Heiligengeistplatz – Windischkaserne – Ramsauer Straße – Harbach Diakonie                                          | Täglich                              | 30'                                               | 30'                             | 60'                                    |
| 71*   | Heiligengeistplatz – Europagymnasium – Arbeitsmarktservice – Fischl – Harbach Diakonie                             | Täglich                              | 30'                                               | 30'                             | 60'                                    |
| 80    | Hauptbahnhof – Heiligengeistplatz – Rosentaler Straße – Viktring Krottendorf                                       | Täglich                              | 20'                                               | 20'                             | 60'                                    |
| 85    | Heiligengeistplatz – Hauptbahnhof – Schulzentrum – Pädagogische Hochschule – Ganghofergasse                        | Täglich                              | Max.: 15' 30'                                     | 30'                             | 60'                                    |

'* Die Linien 12 und 22 tauschten an der Endhaltestelle Gurnitz Mehrzweckhaus die Liniennummern, die Linien 70 und 71 an der Endhaltestelle Harbach Diakonie.

'** Emmersdorf wurde von der Linie 30 in Richtung Felsenschmiedgasse und von der Linie 33 in Richtung Heiligengeistplatz angefahren.

'^ Die Linie 50 verkehrte nur während der Öffnungszeiten des Kaufhauses bis zur Haltestelle Ikea.

Abendlinien
| Linie | Route                                                                                                   |
| ----- | --- |
| 90    | Heiligengeistplatz – Messe – Unfallkrankenhaus – Pädagogische Hochschule – Ganghofergasse – Universität |
| 91    | Heiligengeistplatz – Ostbahnhof – Fischl (West) – Ebenthal Schlosswirt                                  |
| 92    | Heiligengeistplatz – Villacher Straße – Strandbad                                                       |
| 93*   | Heiligengeistplatz – Feldkirchner Straße – Seltenheim – Wölfnitz Ort                                    |
| 94**  | Hauptbahnhof – Heiligengeistplatz – Klinikum – Feschnig – Annabichl                                     |
| 95^   | Kreuzbergl – Heiligengeistplatz – Pischeldorfer Straße – St. Jakob – (IKEA)                             |
| 96    | Heiligengeistplatz – Völkermarkter Straße – Welzenegg – Hörtendorf                                      |
| 97    | Heiligengeistplatz – Steinerne Brücke – Baumbachplatz West (bis 4. September 2022 Teil der Linie 91)    |
| 98^^  | Heiligengeistplatz – Hauptbahnhof – Mössingerstraße – Rosentalerstraße – Viktring Krottendorf           |

'* Die Linie 93 verkehrte wie die Linie 33 ohne Bedienung Emmersdorfs.

'** Von Annabichl kommend fuhr die Linie 94 über die St.-Veiter-Straße, nicht Feschnig, zum Klinikum.

'^ Die Linie 95 verkehrte nur montags bis freitags bis kurz nach 21 Uhr bis zur Haltestelle Ikea.

'^^ Die Linie 98 verkehrte von Viktring kommend über die Messe, nicht den Hauptbahnhof, zum Heiligengeistplatz.
Schülerverkehr
- XX Hauptbahnhof – St. Ruprecht – Pädagogische Hochschule
- XX Hauptbahnhof – Heiligengeistplatz
- XX Hauptbahnhof – Handelsakademie 1 und 2
- XX Hauptbahnhof – Slowenische HAK
- XX Wölfnitz Ort – NMS Wölfnitz – Ponfeld – Großbuch
- 11 Ebenthal Schlosswirt – Arbeitsmarktservice – Europagymnasium – Landesregierung – Heiligengeistplatz
- 20 Krumpendorf – Villacher Straße – Kreuzbergl – Heiligengeistplatz
- 40 Hauptbahnhof – Heiligengeistplatz – Klinikum – Annabichl – Tessendorf – Wölfnitz Schule
- 61 Steingasse – Irnigsiedlung – Pischeldorfer Straße – Heiligengeistplatz – Lerchenfeldgymnasium
- 80 Heiligengeistplatz – Rosentaler Straße – Viktring Schule
- 81 Heiligengeistplatz – Universität – Viktring Krottendorf – Viktring Schule
- 85 Hauptbahnhof – Mössingerstraße
- 85 Hauptbahnhof – St. Ruprecht – Mössingerstraße – Pädagogische Hochschule
- 85 Pädagogische Hochschule – Mössingerstraße – St. Ruprecht – Hauptbahnhof

Regionallinien
- 52 Klagenfurt Hauptbahnhof – Ebenthal – Schwarz – Radsberg
- 54 Klagenfurt Hauptbahnhof – Ebenthal – Gurnitz/Zetterei – Obermieger – Kohldorf

## Fuhrpark
Im Sommer 2004 lösten 19 Gelenkbusse (Wagennummern 1–19) des Typs Man NG 313 die alten Gräf Stift 242 M18 ab. Somit werden seit 2004 ausschließlich Niederflurbusse eingesetzt. Mitte 2009 wurde bei einem MAN NG 313 mit der Wagennummer 16 die grüne Zielanzeige auf Orange umgestellt. Im Herbst 2010 wurden 12 (Wagennummern 21–32) Solobusse des Typs MAN 223 NL gegen neue des Typs Mercedes-Benz Citaro getauscht. Ab November 2011 wurden auch die restlichen 20 (Wagennummern 33–52) MAN-Solobusse durch das Mercedes-Modell ersetzt. Ein alter MAN-Solobus (Wagen 53, bis 2011 48) war noch bis 2016 im Einsatz. Bei den neuen Solobussen ist die orange Zielanzeige serienmäßig. Im Dezember 2015 wurde einer dieser Busse (Wagen 23) zu Testzwecken mit einer weißen Zielanzeige ausgestattet, welche für die neuen Busse ab 2017 serienmäßig gewählt wurde. Die Haltestellenansagen in den Bussen wurden von der ehemaligen ORF-Moderatorin Brigitte West aufgenommen und informieren seit 1. Dezember 2007 die Fahrgäste über die nächsten Haltestellen und Umsteigemöglichkeiten. Im März 2008 wurde in den damals 19 Gelenk- sowie den zwei von 2004 bis 2016 eingesetzten Dreiachsbussen (Wagennummern 61 und 62) ein Infoscreen mit Informationen über das tägliche Geschehen und über die nächste Haltestelle installiert. Anfang 2016 wurden auch die Mercedes-Solobusse mit besonders breitformatigen Infoscreens (29-Zoll-Modell) ausgestattet, wo die nächsten drei Haltestellen angezeigt werden. Seit Juli 2013 gibt es einen Elektro-Midibus (Wagen 77) des Typs Solaris Urbino 8,9 LE electric. Zudem werden immer wieder Busse aus anderen Bundesländern beziehungsweise Staaten (insbesondere aus Deutschland) für bestimmte Zeit testweise eingesetzt. Im Zuge der Fußball-Europameisterschaft 2008 wurden 17 ältere MAN-Gelenkbusse des Typs MAN NG 272(2) aus Linz übernommen. Während die meisten dieser Busse nach der Veranstaltung wieder ausgeschieden worden waren, blieben vier (Wagennummern 81–83 und 88) bis Ende 2016 im Einsatz. Sie dienten insbesondere als Verstärkerbusse zu Stoßzeiten. Wagen 88 wird heute von den „Busfreunden Klagenfurt“ der Nachwelt erhalten und steht für Sonderfahrten zur Verfügung.
Seit 9. Januar 2017 zählen sechs neue Gelenkbusse (Wagen 1–6) des Typs Mercedes Citaro G zum Fuhrpark. Diese sind besonders leise, besitzen eine weiße Anzeige mit LED-Lichtsensortechnik und zwei Abstellplätze für Kinderwägen beziehungsweise Rollstühle. Sie erfüllen zudem die höchste Abgasnorm Euro 6 und haben einen um einen Meter verkürzten Wendekreis. Die dadurch ersetzten MAN-Busse bleiben vorerst weiterhin im Einsatz und erhielten die Wagennummern 71 bis 76. Ende 2017 wurde das Leasen von 15 weiteren neuen Gelenkbussen im Werte von etwa 5,2 Millionen Euro beschlossen. Im September 2018 wurden diese 15 Busse geliefert. Sie sind mit zehn USB-Anschlüssen pro Wagen ausgestattet, um Smartphones während der Fahrt laden zu können. Sie tragen die Wagennummern 7 bis 20 sowie 61. Elf der alten MAN NG 313-Busse mit den Nummern 7 bis 19 sowie zwei 3-türige aus dem Ausland stammende Busse des gleichen Typs (Wagen 60 und 63), die ab 2016 als Verstärker dienten, wurden ausgemustert. Wagen 9 wurde zu 69, Wagen 10 zu 70, Wagen 18 zu 73 und Wagen 19 zu 71 umnummeriert. Die früheren Wägen 71 (ex. Wagen 1) und 73 (ex. Wagen 3) wurden ausgemustert. Der ursprüngliche Wagen 1 wurde als einziger Bus der Serie 1–19 noch in Salzgitter im Jahre 2003 produziert. Die Busse 2–19 hatten das Baujahr 2004. Die verbliebenen acht MAN NG 313 waren bis Ende April beziehungsweise Anfang Mai (Wägen 69 bis 71 und 73) im Einsatz. Sie wurden durch neue Fahrzeuge des Typs Mercedes Citaro G Hybrid ersetzt. Als Neuerung gegenüber dem bestehenden Fuhrpark besitzen diese eine große Heck-Zielanzeige; die zweite Türe ist als Außenschwenktüre ausgeführt. Kurzzeitig waren wie schon bei früheren Umstellungen teilweise parallel alte und neue Fahrzeuge mit selber Wagennummer unterwegs. Von 2007 bis Mitte Mai 2022 umfasste der Fuhrpark noch drei Midibusse des Typs Mercedes-Benz Citaro O 530 K (Wagennummern 66–68) mit einer Länge von zehn Metern. Ein vierter Citaro-Midibus mit der Nummer 65 wurde vor einigen Jahren nach Leoben an die MVG weiterverkauft. Dort ist er weiterhin als Wagen 11 mit dem Kennzeichen „BM 8 EVM“ im Einsatz. Die Wägen 66–68 wurden durch drei Busse des Typs Mercedes-Benz Citaro C2 Hybrid ersetzt, welche wie die zeitgleich neuen Gelenkbusse eine Heck-Zielanzeige sowie eine Außenschwenktüre in der Mitte besitzen. Seit Dezember sind zwölf weitere Solobusse des Typs Mercedes-Benz Citaro C2 Hybrid im Einsatz. Diese weisen ebenfalls Heckzielanzeige, USB-Steckbuchsen und die Außenschwenktüre in der Mitte auf. Sie ersetzen sämtliche 2010 angeschafften Busse des Typs Mercedes-Benz Citaro O 530 FL mit den Wagennummern 21 bis 32. Da allerdings drei der älteren Wägen mit den Nummern 23, 26 und 29 im regulären Einsatz verblieben sind, erhielten drei neue Busse die Nummern 56, 64 und 65. Aufgrund des höheren Fahrzeugbedarfs im Zusammenhang mit der Umstellung des Liniennetzes am 3. September 2023 sind – mit Einsatzbeginn zwischen Ende August und Anfang Oktober 2023 – auch alle anderen Wägen dieses Typs wieder im Einsatz. Durch Voranstellung der Zahl „10“ an die ehemalige Wagennummer besitzen sie nun eine vierstellige Nummer.

### Liste aktueller Fahrzeuge
Diese Liste befindet sich auf dem Stand vom September 2023. Da jedoch immer wieder Busse ausgetauscht beziehungsweise umnummeriert werden, kann keine vollständige Richtigkeit gewährt werden.
Sofern nicht anders angegeben, besitzen alle seit 2020 angeschafften Busse eine weiße Lackierung, die älteren eine beigefarbene. Die rote Lackierung ganz vorne (an der „Schnauze“) wurde ab Mitte 2019 bei einzelnen Fahrzeugen, Anfang 2020 bei allen Citaro-Gelenkbussen und anschließend bei allen weiteren Bussen zu Türkis umgefärbt. Gelenkbusse sind 4-türig und 18 Meter lang, Solobusse 3-türig und zwölf Meter lang sowie Midibusse 2-türig und zehn Meter lang.
| Nummer | Serienbezeichnung                   | Kennzeichen | Busgröße  | Baujahr | in Fahrt seit    | Information                                                                              |
| ------ | ----------------------------------- | ----------- | --------- | ------- | ---------------- | ---------------------------------------------------------------------------------------- |
| 1      | Mercedes-Benz Citaro O 530 G        | K 991 GR    | Gelenkbus | 2016    | Jänner 2017      |                                                                                          |
| 2      | Mercedes-Benz Citaro O 530 G        | K 992 GR    | Gelenkbus | 2016    | Jänner 2017      |                                                                                          |
| 3      | Mercedes-Benz Citaro O 530 G        | K 993 GR    | Gelenkbus | 2016    | Jänner 2017      |                                                                                          |
| 4      | Mercedes-Benz Citaro O 530 G        | K 994 GR    | Gelenkbus | 2016    | Jänner 2017      |                                                                                          |
| 5      | Mercedes-Benz Citaro O 530 G        | K 995 GR    | Gelenkbus | 2016    | Jänner 2017      |                                                                                          |
| 6      | Mercedes-Benz Citaro O 530 G        | K 996 GR    | Gelenkbus | 2016    | Jänner 2017      | Fahrende Werbebotschaft „Hirter/STW“                                                     |
| 7      | Mercedes-Benz Citaro O 530 G        | K 727 HK    | Gelenkbus | 2018    | 2018             |                                                                                          |
| 8      | Mercedes-Benz Citaro O 530 G        | K 728 HK    | Gelenkbus | 2018    | 2018             |                                                                                          |
| 9      | Mercedes-Benz Citaro O 530 G        | K 729 HK    | Gelenkbus | 2018    | 2018             |                                                                                          |
| 10     | Mercedes-Benz Citaro O 530 G        | K 810 HK    | Gelenkbus | 2018    | 2018             |                                                                                          |
| 11     | Mercedes-Benz Citaro O 530 G        | K 811 HK    | Gelenkbus | 2018    | 2018             |                                                                                          |
| 12     | Mercedes-Benz Citaro O 530 G        | K 812 HK    | Gelenkbus | 2018    | 2018             |                                                                                          |
| 13     | Mercedes-Benz Citaro O 530 G        | K 813 HK    | Gelenkbus | 2018    | 2018             |                                                                                          |
| 14     | Mercedes-Benz Citaro O 530 G        | K 814 HK    | Gelenkbus | 2018    | 2018             |                                                                                          |
| 15     | Mercedes-Benz Citaro O 530 G        | K 815 HK    | Gelenkbus | 2018    | 2018             |                                                                                          |
| 16     | Mercedes-Benz Citaro O 530 G        | K 816 HK    | Gelenkbus | 2018    | 2018             |                                                                                          |
| 17     | Mercedes-Benz Citaro O 530 G        | K 817 HK    | Gelenkbus | 2018    | 2018             |                                                                                          |
| 18     | Mercedes-Benz Citaro O 530 G        | K 818 HK    | Gelenkbus | 2018    | 2018             |                                                                                          |
| 19     | Mercedes-Benz Citaro O 530 G        | K 819 HK    | Gelenkbus | 2018    | 2018             |                                                                                          |
| 20     | Mercedes-Benz Citaro O 530 G        | K 720 HK    | Gelenkbus | 2018    | 2018             |                                                                                          |
| 21     | Mercedes-Benz Citaro Hybrid         | K 821 IZ    | Solobus   | 2022    | Dezember 2022    |                                                                                          |
| 22     | Mercedes-Benz Citaro Hybrid         | K 822 IZ    | Solobus   | 2022    | Dezember 2022    |                                                                                          |
| 24     | Mercedes-Benz Citaro Hybrid         | K 824 IZ    | Solobus   | 2022    | Dezember 2022    |                                                                                          |
| 25     | Mercedes-Benz Citaro Hybrid         | K 825 IZ    | Solobus   | 2022    | Dezember 2022    |                                                                                          |
| 27     | Mercedes-Benz Citaro Hybrid         | K 827 IZ    | Solobus   | 2022    | Dezember 2022    |                                                                                          |
| 28     | Mercedes-Benz Citaro Hybrid         | K 828 IZ    | Solobus   | 2022    | Dezember 2022    |                                                                                          |
| 29     | Mercedes-Benz Citaro O 530 FL       | K 392 EL    | Solobus   | 2010    | September 2010   |                                                                                          |
| 30     | Mercedes-Benz Citaro Hybrid         | K 830 IZ    | Solobus   | 2022    | Dezember 2022    |                                                                                          |
| 31     | Mercedes-Benz Citaro Hybrid         | K 831 IZ    | Solobus   | 2022    | Dezember 2022    |                                                                                          |
| 32     | Mercedes-Benz Citaro Hybrid         | K 832 IZ    | Solobus   | 2022    | Dezember 2022    |                                                                                          |
| 33     | Mercedes-Benz Citaro O 530 FL       | K 533 EY    | Solobus   | 2011    | Oktober 2011     |                                                                                          |
| 35     | Mercedes-Benz Citaro O 530 FL       | K 535 EY    | Solobus   | 2011    | Oktober 2011     |                                                                                          |
| 36     | Mercedes-Benz Citaro O 530 FL       | K 536 EY    | Solobus   | 2011    | Oktober 2011     |                                                                                          |
| 37     | Mercedes-Benz Citaro O 530 FL       | K 537 EY    | Solobus   | 2011    | Oktober 2011     |                                                                                          |
| 38     | Mercedes-Benz Citaro O 530 FL       | K 538 EY    | Solobus   | 2011    | Oktober 2011     |                                                                                          |
| 39     | Mercedes-Benz Citaro O 530 FL       | K 539 EY    | Solobus   | 2011    | Oktober 2011     |                                                                                          |
| 40     | Mercedes-Benz Citaro O 530 FL       | K 540 EY    | Solobus   | 2011    | Oktober 2011     |                                                                                          |
| 42     | Mercedes-Benz Citaro O 530 FL       | K 542 EY    | Solobus   | 2011    | Oktober 2011     |                                                                                          |
| 44     | Mercedes-Benz Citaro O 530 FL       | K 758 HM    | Solobus   | 2011    | Oktober 2011     | früheres Kennzeichen: K 544 EY                                                           |
| 45     | Mercedes-Benz Citaro O 530 FL       | K 545 EY    | Solobus   | 2011    | Oktober 2011     |                                                                                          |
| 46     | Mercedes-Benz Citaro O 530 FL       | K 546 EY    | Solobus   | 2011    | Oktober 2011     |                                                                                          |
| 47     | Mercedes-Benz Citaro O 530 FL       | K 547 EY    | Solobus   | 2011    | Oktober 2011     |                                                                                          |
| 52     | Mercedes-Benz Citaro O 530 FL       | K 552 EY    | Solobus   | 2011    | Oktober 2011     |                                                                                          |
| 53     | Mercedes-Benz Citaro O 530 FL       | K 953 GT    | Solobus   | 2016    | Februar 2017     |                                                                                          |
| 54     | Setra                               | K 954 ID    | Solobus   |         | 2020             | weiße Lackierung, 2-türig, als Schülerwagen eingesetzt; ehemaliges Kennzeichen: K 284 FF |
| 55     | Setra                               | K 955 HP    | Solobus   |         | 2020             | weiße Lackierung, 2-türig, als Schülerwagen eingesetzt                                   |
| 56     | Mercedes-Benz Citaro Hybrid         | K 856 IZ    | Solobus   | 2022    | Dezember 2022    |                                                                                          |
| 58     | Mercedes-Benz Citaro Hybrid         | K 958 ID    | Solobus   | 2020    | Ende 2020        | Schnauzbart „Herr Klagenfurt“                                                            |
| 59     | Mercedes-Benz Citaro Hybrid         | K 959 ID    | Solobus   | 2020    | Ende 2020        |                                                                                          |
| 60     | Mercedes-Benz Citaro Hybrid         | K 960 ID    | Solobus   | 2020    | Ende 2020        | Wimpern „Frau Klagenfurt“                                                                |
| 61     | Mercedes-Benz Citaro O 530 G        | K 761 HK    | Gelenkbus | 2018    | 2019             |                                                                                          |
| 62     | Mercedes-Benz Citaro O 530 FL       | K 562 HV    | Solobus   | 2018    | Juni 2019        | weiß lackiert (gelbe Grundfarbe) ehem. Budapest                                          |
| 63     | Mercedes-Benz Citaro O 530 FL       | K 563 HV    | Solobus   | 2017    | Juni 2019        | ehem. Wiener Linien Wagen 8204                                                           |
| 64     | Mercedes-Benz Citaro Hybrid         | K 864 IZ    | Solobus   | 2022    | Anfang 2023      |                                                                                          |
| 65     | Mercedes-Benz Citaro Hybrid         | K 465 JB    | Solobus   | 2022    | Anfang 2023      |                                                                                          |
| 66     | Mercedes-Benz Citaro O 530 Hybrid   | K 766 IT    | Solobus   | 2022    | Mai 2022         |                                                                                          |
| 67     | Mercedes-Benz Citaro O 530 Hybrid   | K 767 IT    | Solobus   | 2022    | Mai 2022         |                                                                                          |
| 68     | Mercedes-Benz Citaro O 530 Hybrid   | K 768 IT    | Solobus   | 2022    | Mai 2022         |                                                                                          |
| 69     | Mercedes-Benz Citaro O 530 G Hybrid | K 769 IT    | Gelenkbus | 2022    | Mai 2022         |                                                                                          |
| 70     | Mercedes-Benz Citaro O 530 G Hybrid | K 770 IT    | Gelenkbus | 2022    | Mai 2022         |                                                                                          |
| 71     | Mercedes-Benz Citaro O 530 G Hybrid | K 771 IT    | Gelenkbus | 2022    | Mai 2022         |                                                                                          |
| 72     | Mercedes-Benz Citaro O 530 G Hybrid | K 772 IT    | Gelenkbus | 2022    | Mai 2022         |                                                                                          |
| 73     | Mercedes-Benz Citaro O 530 G Hybrid | K 773 IT    | Gelenkbus | 2022    | Mai 2022         |                                                                                          |
| 74     | Mercedes-Benz Citaro O 530 G Hybrid | K 774 IT    | Gelenkbus | 2022    | Mai 2022         |                                                                                          |
| 75     | Mercedes-Benz Citaro O 530 G Hybrid | K 775 IT    | Gelenkbus | 2022    | Mai 2022         |                                                                                          |
| 76     | Mercedes-Benz Citaro O 530 G Hybrid | K 776 IT    | Gelenkbus | 2022    | Mai 2022         |                                                                                          |
| 1001   | Mercedes-Benz Citaro C2 Hybrid      | K 401 JU    | Solobus   | 2025    | April / Mai 2025 |                                                                                          |
| 1002   | Mercedes-Benz Citaro C2 Hybrid      | K 402 JU    | Solobus   | 2025    | April / Mai 2025 |                                                                                          |
| 1003   | Mercedes-Benz Citaro C2 Hybrid      | K 403 JU    | Solobus   | 2025    | April / Mai 2025 |                                                                                          |
| 1004   | Mercedes-Benz Citaro C2 Hybrid      | K 404 JU    | Solobus   | 2025    | April / Mai 2025 |                                                                                          |
| 1005   | Mercedes-Benz Citaro C2 Hybrid      | K 405 JU    | Solobus   | 2025    | April / Mai 2025 |                                                                                          |
| 1006   | Mercedes-Benz Citaro C2 Hybrid      | K 406 JU    | Solobus   | 2025    | April / Mai 2025 |                                                                                          |
| 1007   | Mercedes-Benz Citaro C2 Hybrid      | K 407 JU    | Solobus   | 2025    | April / Mai 2025 |                                                                                          |
| 1008   | Mercedes-Benz Citaro C2 Hybrid      | K 408 JU    | Solobus   | 2025    | April / Mai 2025 |                                                                                          |
| 1009   | Mercedes-Benz Citaro C2 Hybrid      | K 409 JU    | Solobus   | 2025    | April / Mai 2025 |                                                                                          |
| 1010   | Mercedes-Benz Citaro C2 Hybrid      | K 410 JU    | Solobus   | 2025    | April / Mai 2025 |                                                                                          |
| 1011   | Mercedes-Benz Citaro C2 Hybrid      | K 411 JU    | Solobus   | 2025    | April / Mai 2025 |                                                                                          |
| 1012   | Mercedes-Benz Citaro C2 Hybrid      | K 412 JU    | Solobus   | 2025    | April / Mai 2025 |                                                                                          |
| 1021   | Mercedes-Benz Citaro O 530 FL       | K 384 EL    | Solobus   | 2010    | August 2023      | Bis Dezember 2022 Wagen 21                                                               |
| 1025   | Mercedes-Benz Citaro O 530 FL       | K 388 EL    | Solobus   | 2010    | August 2023      | Bis Dezember 2022 Wagen 25                                                               |
| 1028   | Mercedes-Benz Citaro O 530 FL       | K 391 EL    | Solobus   | 2010    | August 2023      | Bis Dezember 2022 Wagen 28                                                               |
| 1030   | Mercedes-Benz Citaro O 530 FL       | K 393 EL    | Solobus   | 2010    | September 2023   | Bis Dezember 2022 Wagen 30                                                               |
| 1031   | Mercedes-Benz Citaro O 530 FL       | K 394 EL    | Solobus   | 2010    | September 2023   | Bis Dezember 2022 Wagen 31                                                               |
| 1032   | Mercedes-Benz Citaro O 530 FL       | K 395 EL    | Solobus   | 2010    | September 2023   | Bis Dezember 2022 Wagen 32                                                               |

### Liste historischer Fahrzeuge
| Nummer | Serienbezeichnung                  | Kennzeichen | Busgröße  | Information                                                  |
| ------ | ---------------------------------- | ----------- | --------- | ------------------------------------------------------------ |
| 1      | Saurer BT 4500                     | K 2942      | Solobus   | Anmeldung 1948 / Abmeldung 1965                              |
| 2      | Saurer BT 4500                     | K 2799      | Solobus   | Anmeldung 1949 / Abmeldung 1965                              |
| 3      | Saurer BT 4500                     | K 3357      | Solobus   | Anmeldung 1949 / Abmeldung 1964                              |
| 4      | Saurer BT 4500                     | K 3358      | Solobus   | Anmeldung 1949 / Abmeldung 1963                              |
| 5      | Saurer BT 4500                     | K 3370      | Solobus   | Anmeldung 1947 / Abmeldung 1963                              |
| 6      | Saurer BT 4500                     | K 2807      | Solobus   | Anmeldung 1949 / Abmeldung 1962                              |
| 23     | Mercedes-Benz Citaro O 530 FL      | K 386 EL    | Solobus   |                                                              |
| 26     | Mercedes-Benz Citaro O 530 FL      | K 389 EL    | Solobus   |                                                              |
| 34     | Mercedes-Benz Citaro O 530 FL      | K 534 EY    | Solobus   |                                                              |
| 41     | Mercedes-Benz Citaro O 530 FL      | K 541 EY    | Solobus   |                                                              |
| 43     | Mercedes-Benz Citaro O 530 FL      | K 543 EY    | Solobus   |                                                              |
| 48     | Mercedes-Benz Citaro O 530 FL      | K 548 EY    | Solobus   |                                                              |
| 49     | Mercedes-Benz Citaro O 530 FL      | K 549 EY    | Solobus   |                                                              |
| 50     | Mercedes-Benz Citaro O 530 FL      | K 550 EY    | Solobus   |                                                              |
| 51     | Mercedes-Benz Citaro O 530 FL      | K 551 EY    | Solobus   |                                                              |
| 57     | Mercedes-Benz Citaro               | MD 983 KH   | Solobus   | weiße Lackierung, 2-türig; vermutlich Ende 2022 ausgemustert |
| 77     | Solaris Urbino III 8,9 LE Electric | K 203 FM    | E-Midibus |                                                              |
| 1022   | Mercedes-Benz Citaro O 530 FL      | K 385 EL    | Solobus   | Bis Dezember 2022 Wagen 22                                   |
| 1024   | Mercedes-Benz Citaro O 530 FL      | K 387 EL    | Solobus   | Bis Dezember 2022 Wagen 24                                   |
| 1027   | Mercedes-Benz Citaro O 530 FL      | K 390 EL    | Solobus   | Bis Dezember 2022 Wagen 27                                   |

## Sonstiges
Am 10. April 2019 wurde aufgrund der Masernerkrankung eines Buslenkers der gesamte Busverkehr der KMG ab Mittag für ein paar Stunden eingestellt. Die Busse wurden desinfiziert. Ab 16 Uhr verkehrten die Nachtlinien im Stundentakt. Am 11. April wurde abgesehen von einzelnen Ausfällen im Schülerverkehr wieder nach Fahrplan gefahren.